# 短舌菊属
短舌菊属（学名：Brachanthemum）是菊科下的一个属，为草本或灌木状植物。该属共有7种，分布于中亚。